# Jorge López Peña
Jorge López Peña, né à Huancayo le 6 juillet 1975, est un chirurgien-radiologue et homme politique péruvien.
Il est ministre de la Santé dans le quatrième gouvernement de Pedro Castillo entre le 7 avril et 27 octobre 2022. Il est destitué le 23 octobre par le président Pedro Castillo en raison de détournement de fonds afin d'acheter un appartement.

## Biographie

### Parcours professionnel
Jorge López Peña est né à Huancayo, le 6 juillet 1975.
Condori est diplômé de l'Université nationale du Centre du Pérou (en) en tant que chirurgien. Il s'est ensuite spécialisé en radiologie à l'Université de San Martín de Porres (en). Il est titulaire d'une maitrise en sciences de la santé et gestion de la santé de l'Université nationale Hermilio Valdizán.
Il a été directeur de l'hôpital Carrión de Huancayo, à Junín. Il a été président du EsSalud Medical Corps et conseiller du Collège médical du Pérou.
Il est professeur à l'Université nationale du Centre du Pérou (en).

### Parcours politique

#### Ministre de la Santé
À la suite de la démission de Gustavo Rossel en tant que vice-ministre de la Santé publique en réaction à la nomination d'Hernán Condori, Jorge López Peña est nommé en replacement le 11 mars 2022.
Jorge López Peña  est nommé ministre de la Santé dans le quatrième gouvernement de Pedro Castillo le 7 avril 2022.
Le docteur Elmer Huerta indique que le nouveau ministre est un radiologue expérimenté appartenant à l'entourage de Vladimir Cerrón, et que son comportement dans la fonction doit être surveillée. 
Le 23 octobre de la même année, Jorge López Peña est destitué par le président Pedro Castillo, en raison d'accusations de détournement de fonds afin d'acquérir un appartement, il est remplacé le 27 octobre.